# سندور

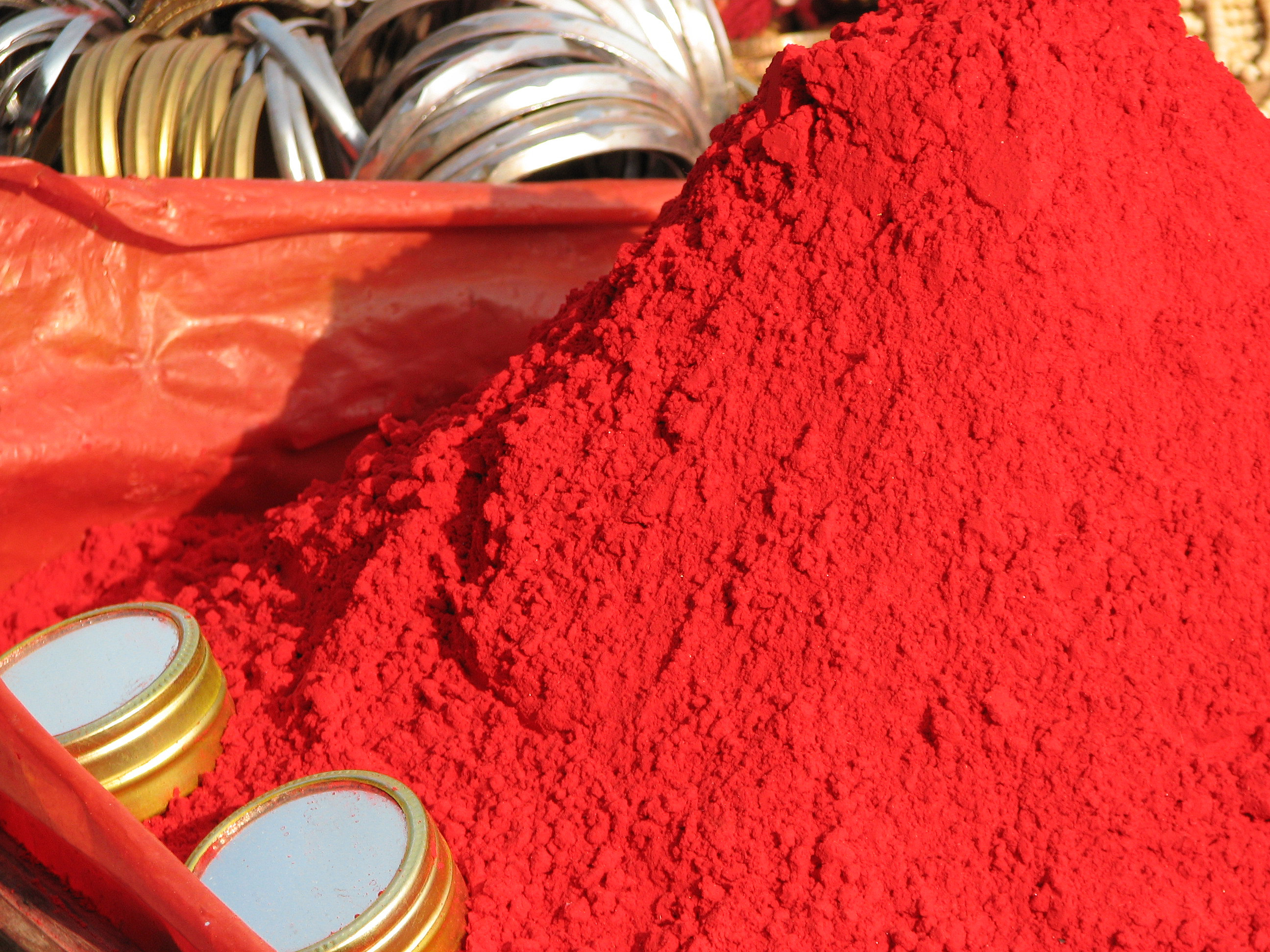
Sindooram (مسحوق الزنجفر) (مسحوق الزنجفر)

السندور (بالإنجليزية: Sindoor)‏ مسحوق أحمر عادةً ما يكون موجوداً في علبة صغيرة في أي معبد وبيت في الهند، فهذا المسحوق علامة تحول الفتاة الهندية إلى امرأة متزوجة، ويسمى في الهند السندور أو Sindoor، أو sindooram. وهذا المسحوق يعتبر صلاة من أجل الزوج، وهو مسحوق التجميل البرتقالي أو الأحمر الذي يعتبر اللون التقليدي في الهند، والذي يضعه العريس على رأس زوجته، ويوضع في مفرق الشعر، ولكن عندما تكون المرأة أرملة تضع السندور على رأسها، وبالتالي يعلم الجميع أن زوج هذه السيدة لم يعد على قيد الحياة، ويُصنع السندور من مسحوق الكركم وبعض قطرات الليمون أو من بودرة الرصاص، وكانت أحيانًا السيدات تقوم بإعداده في المنزل من الخلطات الطبيعية، وهناك منهن من تعتمد على شراء المسحوق من السوق، وتختلف أسعار المربع الصغير الواحد من السندور من 5 إلى 20 روبية هندية حسب نوعه. ولا يستخدم السندور فقط للنساء المتزوجات، بل يستخدمه الرجال والفتيان والفتيات والأطفال الصغار، فأثناء زيارتهم للمعبد يقوم الكاهن بوضع نقطة من هذا المسحوق على رأسهم، والسندور له أيضًا آثاره على الصحة، حيث يساعد على تخفيف الضغط العصبي والتوتر، كما أنه يساعد في الحفاظ على نشاط الدماغ، وبخلاف ذلك يساعد الزئبق أيضًا في السيطرة على ضغط الدم، وتنشيط الدافع الجنسي والطاقة، لذلك تبذل المرأة كل جهد ممكن لجلب السعادة والرخاء في منزلها، ووفقًا لعلم التنجيم الهندوسي، فإن وضع السندور في مفرق الشعر يجلب الحظ الجيد، ويجذب الطاقة الكونية، فيمنح الزوجين الرخاء والصحة الجيدة.
‌